# Eleitores Livres (Alemanha)
Eleitores Livres (em alemão Freie Wähler, FW) é um conceito alemão no qual uma associação de pessoas participa de uma eleição sem possuir o status de um partido político registrado. Normalmente é um grupo organizado local de eleitores na forma de uma associação registrada. Na maior parte dos casos, os Eleitores Livres atuam apenas no nível governo local, mas, em Janeiro de 2009, todas estas associações se juntaram e uniram-se num partido oficial em toda a Alemanha 
Diferente de outros estados alemães, o eleitores livres da Bavária contestam as eleições estaduais desde 1998. Na eleição da Bavária de 2008 os eleitores livres receberam 10.2% dos votos e ganharam seus primeiros vinte assentos em Landtag. Algumas pessoas acreditavam que os eleitores livres se sairam tão bem nessa eleição devido a presença de Gabriele Pauli, uma antiga dissidente da União Social-Cristã da Bavária.
Na eleição alemã do parlamento europeu de 2014, os eleitores livres receberam 1,46% dos votos nacionais e elegeram um eurodeputado, Ulrike Müller, que atua junto com a Aliança dos Democratas e Liberais pela Europa.

## Resultados eleitorais

### Eleições legislativas
| Data | M. Uninominal | M. Uninominal | M. Uninominal | M. Uninominal | M. Proporcional | M. Proporcional | M. Proporcional | M. Proporcional | Deputados | +/-     | Status            |
| Data | CI.           | Votos         | %             | +/-           | CI.             | Votos           | %               | +/-             | Deputados | +/-     | Status            |
| ---- | ------------- | ------------- | ------------- | ------------- | --------------- | --------------- | --------------- | --------------- | --------- | ------- | ----------------- |
| 2009 |               |               |               |               | 22.º            | 11 243          | 0,0 / 100,0     |                 | 0 / 622   |         | Extra-parlamentar |
| 2013 | 10.º          | 431 640       | 1,0 / 100,0   |               | 10.º            | 423 977         | 1,0 / 100,0     | 1,0             | 0 / 631   | Estável | Extra-parlamentar |
| 2017 | 8.º           | 589 056       | 1,3 / 100,0   | 0,3           | 8.º             | 463 292         | 1,0 / 100,0     | Estável         | 0 / 709   | Estável | Extra-parlamentar |

### Eleições europeias
| Data | CI. | Votos   | %           | +/- | Deputados | +/- |
| ---- | --- | ------- | ----------- | --- | --------- | --- |
| 2009 | 7.º | 442 579 | 1,7 / 100,0 |     | 0 / 99    |     |
| 2014 | 8.º | 428 524 | 1,5 / 100,0 | 0,2 | 1 / 96    | 1   |
| 2019 | 9.º | 806 590 | 2,2 / 100,0 | 0,7 | 2 / 96    | 1   |